# JG (родовище)
JG – газоконденсатонафтове родовище на заході Єгипта, яке належить до басейну Абу-Ель-Гарадік.
Родовище належить до ліцензійного блоку North-East Abu Gharadig (NEAG) розвідка на якому спершу велась з розрахунку на традиційні для басейну Абу-Ель-Гарадік формації верхньої крейди. Проте невдалі результати цієї кампанії спонукали переглянути підхід та спорудити у 2002 році свердловину JG-1, що мала перевірити припущення щодо розташованих глибше юрських відкладів. Як наслідок, на глибині у 3200 метрів у горизонті Нижня Сафа вдалось перетнути нафтонасичений пісковиковий інтервал завтовшки 6 метрів. Надалі розміри відкриття уточнили за допомогою 5 оціночних свердловин, які дозволили встановити наявність газоконденсатного родовища із нафтовою облямівкою. Також виявили наявність покладів вуглеводнів на глибині 3100 метрів у пісковиках горизонту Верхня Сафа. Обидва названі горизонти є частиною середньоюрської формації Хататба. 
Станом на кінець 2019 року видобувні запаси оцінювались у 6,1 млрд м3 газу та 32 млн барелів рідких вуглеводнів.
Зведена на JG установка підготовки відокремлює від конденсату воду, після чого останню закачують назад у пласт. Конденсат та газ подають по мультифазному трубопроводу на розташоване за три з половиною десятки кілометрів родовищі BED-3, де відбуваються наступні етапи підготовки.
Розробку родовища почали у тому ж 2002 році, при цьому в 2009-му досягнули пікового видобутку на рівні 7900 барелів на добу. Станом на кінець 2019 року накопичений видобуток з JG досягнув 5,5 млрд м3 газу та 24 млн барелів конденсату, але добовий рівень видобутку впав вже до 2200 барелів на добу. 
В 2009-му у свердловинах, які працювали з одним з інтервалів формації Нижня Сафа, з’явилась вода, частка якої поступово дійшла до 70%, що змусило в 2019-му вивести з експлуатації три свердловини.
Наразі в розробці перебувають лише газоконденсатні поклади, проте на першу половину 2020-х років заплановано узятись за нафтову облямівку. При цьому будуть використовувати горизонтальні свердловини та підтримку пластового тиску шляхом заводнення.
Інвестором для ліцензійного блоку NEAG виступає нафтогазовий гігант Shell. За усталеним в Єгипті порядком, розробка відкритих за участі іноземних інвесторів родовищ провадиться через спеціально створені компанії-оператори, якою у випадку JG є Badr Eldin Petroleum Company (BAPETCO).